# Lataif-e-sitta
Lataif-as-Sitta ("les six subtilités"; en persan : لطائف سته Lataif-e-sitta et en arabe : اللطائف الستة al-Laṭtaʾif as-Sitta, singulier: latifa) sont les «organes» psychospirituels ou, parfois, des facultés de perception sensorielle et suprasensible en psychologie soufie.